# Hrvatski kup u vaterpolu za žene
Hrvatski kup u vaterpolu za žene se igra od 2001. godine.

## Pobjednici i finalisti
| godina | pobjednik               | drugoplasirani      |
| ------ | ----------------------- | ------------------- |
| 2001.  | Aurum osiguranje Zagreb | POŠK Split          |
| 2002.  | POŠK Split              | Zagreb              |
| 2003.  | POŠK Split              | Zagreb              |
| 2004.  | Bura Split              | Zagreb              |
| 2005.  | Bura Split              | Zagreb              |
| 2006.  | Primorje EB Rijeka      | Zagreb              |
| 2007.  | Bura Split              | Jug Dubrovnik       |
| 2008.  | Mladost Zagreb          | Bura Split          |
| 2009.  | Bura Split              | Primorje Rijeka     |
| 2010.  | Primorje Rijeka         | Bura Uni Rent Split |
| 2011.  | Mladost Zagreb          | Bura Split          |
| 2012.  | Mladost Zagreb          | Bura Split          |
| 2013.  | Mladost Zagreb          | Bura Split          |
| 2014.  | Mladost Zagreb          | Bura Suzuki Split   |
| 2015.  | Bura Suzuki Split       | Mladost Zagreb      |
| 2016.  | Bura Suzuki Split       | Mladost Zagreb      |
| 2017.  | Mladost Zagreb          | OVK POŠK Split      |
| 2018.  | Mladost Zagreb          | OVK POŠK Split      |

## Unutrašnje poveznice
- Vaterpolo prvenstvo Hrvatske za žene
- Kup Hrvatske u vaterpolu za muškarce

## Vanjske poveznice
- hvs.hr